# Metagonia jarmila
Metagonia jarmila is een spinnensoort uit de familie trilspinnen (Pholcidae). De soort komt voor in Belize. 